# Тартогай (Кызылординская область)
Тартогай (каз. Тартоғай) — село в Чиилийском районе Кызылординской области Казахстана. Административный центр Тартогайского сельского округа. Находится примерно в 51 км к северо-западу от районного центра, села Шиели. Код КАТО — 435261100.

## Население
В 1999 году население села составляло 2219 человек (1205 мужчин и 1014 женщин). По данным переписи 2009 года, в селе проживали 1803 человека (920 мужчин и 883 женщины).

## Галерея

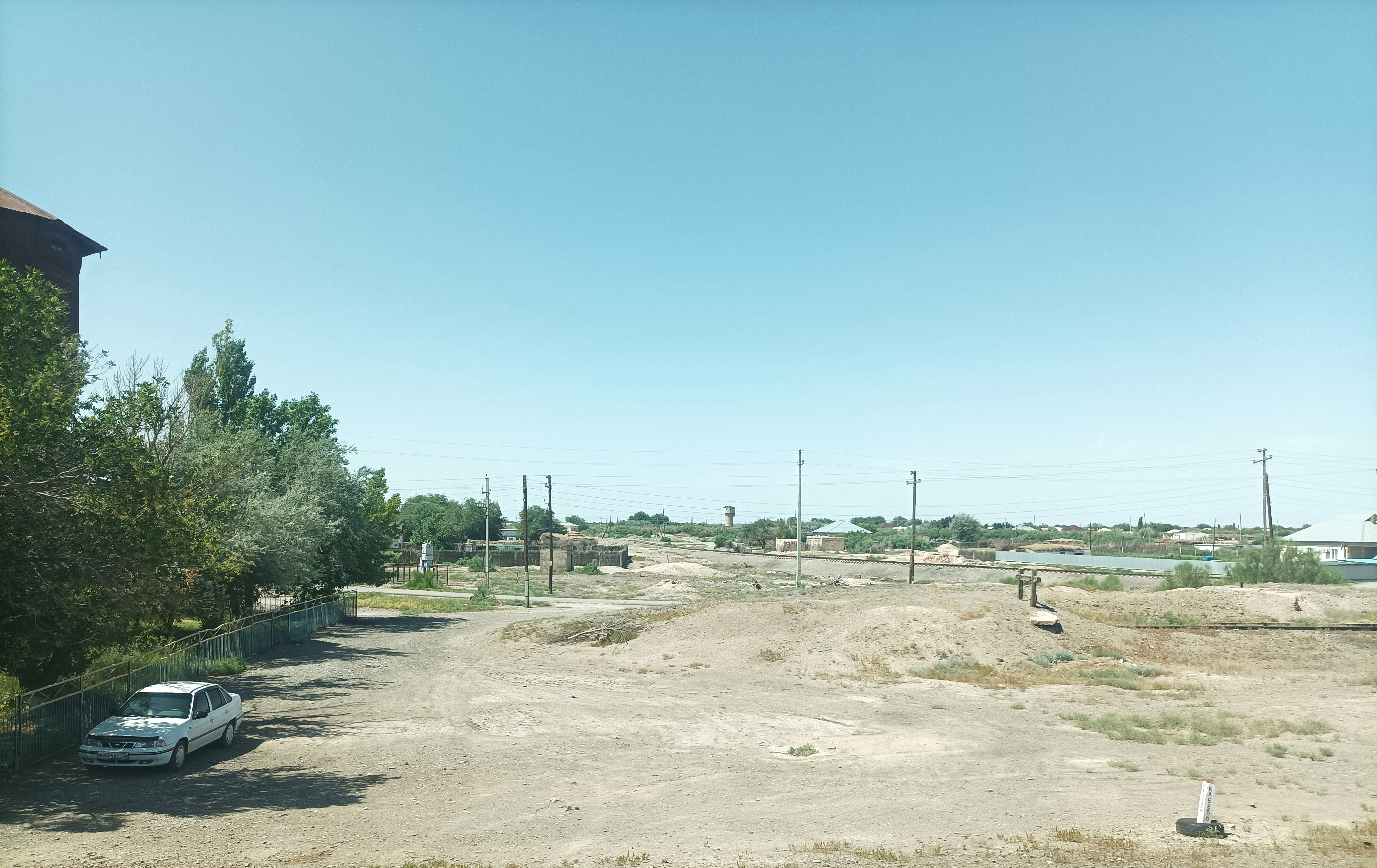
Тартогай
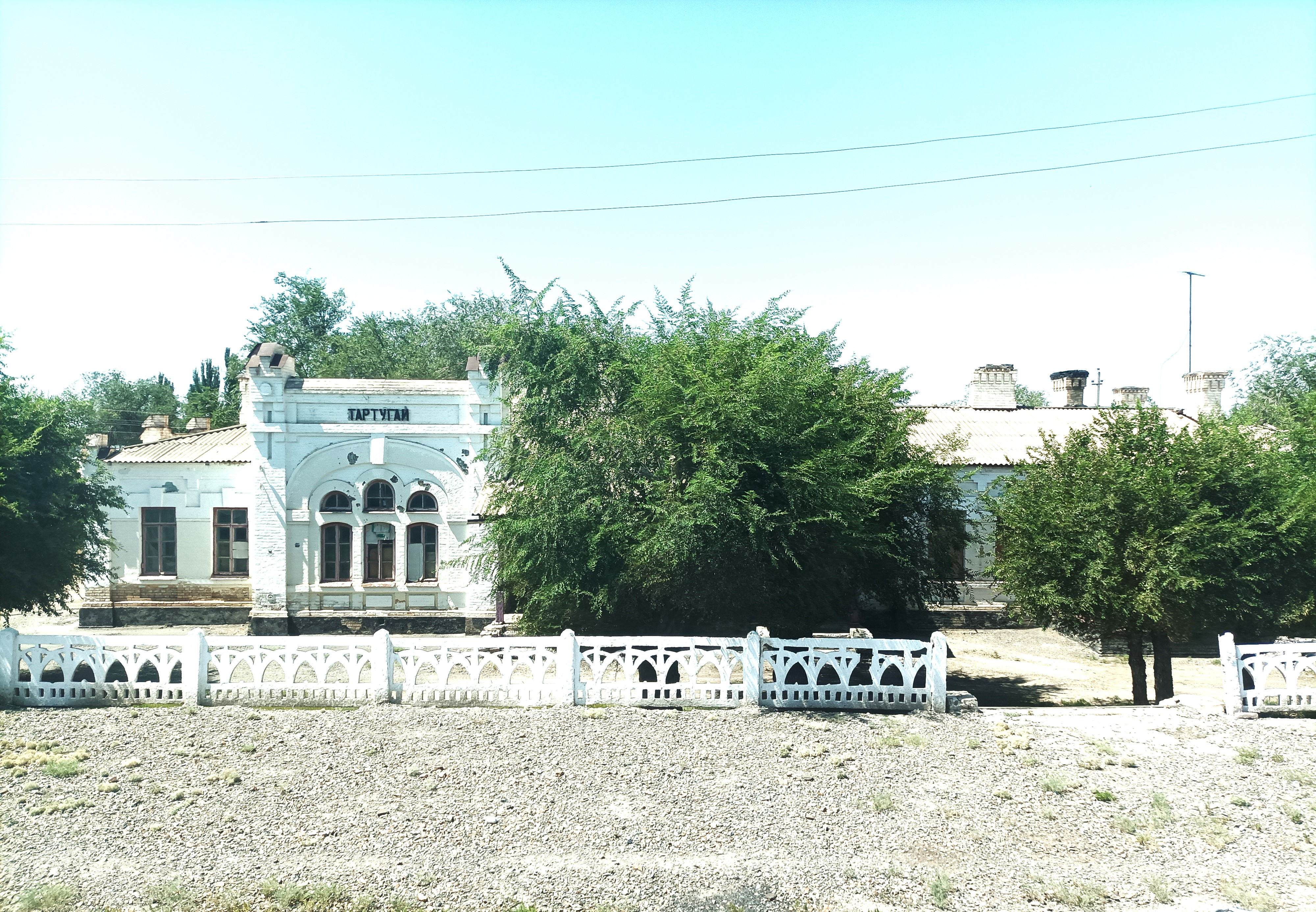
ж.д.станция